# Cadillac Calais
Der Cadillac Calais ist ein in den Modelljahren 1965 bis 1976 gebautes Full-Size-Fahrzeug des US-amerikanischen Autokonzerns General Motors, das unter der Marke Cadillac verkauft wurde. Der Calais entstand in zwei Generationen. Er war Cadillacs Einstiegsmodell, erreichte aber ungeachtet eines Preisvorteils nie die Produktionszahlen des teureren und besser ausgestatteten Cadillac DeVille.

## Überblick
Zum Modelljahr 1965 ersetzte der Calais das bisherige Cadillac-Einstiegsmodell Series 62. Über dem Calais rangierten im Cadillac-Programm die DeVille-Modelle auf identischem Radstand, aber mit reichhaltigerer Ausstattung, sowie die Sixty-Special-Limousine auf längerem Radstand. Mit der Verkleinerung der klassischen Cadillac-Modelle zum Modelljahr 1977 wurde die Calais-Reihe ersatzlos eingestellt; danach bestand Cadillacs Full-Size-Programm nur noch aus zwei Modellreihen.

## Die einzelnen Baureihen

### Erste Generation: 1965–1970
Mit dem Modellwechsel zum Jahrgang 1965 erhielten alle Cadillac-Modelle statt des seit 1958 verwendeten X-Rahmens wieder einen herkömmlichen Leiterrahmen. Bei seinem Erscheinen war der Calais als zweitüriges Hardtop-Coupé und viertürige Limousine mit oder ohne B-Säulen erhältlich. Den Antrieb übernahmen ein Siebenliter-V8 und eine Turbo-Hydramatic genannte Dreigang-Automatik. Die Ausstattung des Calais war zwar etwas weniger üppig als im Falle des teureren DeVille, den er preislich um etwa 360 Dollar unterbot, aber für die Zeit sehr reichhaltig und reichte von Servobremsen über von innen einstellbaren Außenspiegel bis zu Sicherheitsgurten vorne und hinten. Der Calais war ab 5059 Dollar zu haben – ein von der Ausstattung her vergleichbarer, aber wesentlich schwächerer und kleinerer Mercedes 300 SE etwa kostete in den USA zur selben Zeit 8662 Dollar.
1969 wuchs der V8 auf einen Hubraum von 7,7 Litern und die viertürige B-Säulen-Limousine entfiel.

### Zweite Generation: 1971–1976
1971 kam Cadillacs neue Full-Size-Generation auf den Markt. Sie basierte technisch wie die Vorgängergeneration auf der C-Plattform von General Motors, die eine neu konstruierte vordere und hintere Aufhängung erhielt. Als Antriebsquelle diente zunächst weiterhin der 7,7 Liter große Achtzylinder-V-Motor, der auch im Vorgänger zum Einsatz gekommen war. Ab 1972 wurden die bisher als Bruttowert ermittelten Leistungsdaten durch Nettowerte ersetzt. Deshalb war die Leistung des 7,7-Liter-Motors nun mit 223 statt 375 SAE-PS angegeben. Ab 1975 kam serienmäßig ein Achtzylindermotor mit einem Hubraum von 8194 cm³ (500 cui) zum Einsatz, der fast quadratisch ausgelegt war (Bohrung × Hub: 109 × 109,3 mm) und den Cadillac bereits 1970 beim ersten frontgetriebenen Eldorado eingeführt hatte. Er war der größte serienmäßig in einem PKW eingebaute Motor der Nachkriegszeit. Er leistete in der Vergaserversion 190 SAE-PS, sodass die Literleistung lediglich bei 23 PS pro Liter Hubraum lag. Zum Modelljahr 1976 gab es gegen Aufpreis  ($ 600) eine Version mit Benzineinspritzung von Bendix, deren Leistung 215 SAE-PS betrug.
Stilistisch entsprach der Calais wie bisher weitestgehend dem teureren Cadillac DeVille. 1974 erfolgte ein größeres Facelift, in dessen Zug das Coupé eine völlig neue Dachlinie mit B-Säulen erhielt. Die Hardtop-Limousine besaß nun kleine Seitenfenster in den C-Säulen. 
Der Calais der zweiten Generation wurde in einer Phase kontinuierlicher Änderungen von Sicherheits- und Verbrauchsregelungen verkauft. In seinem dritten Produktionsjahr kam es zur ersten Ölpreiskrise, die zu erheblichen Absatzeinbußen aller amerikanischen Full-Size-Autos führte. Die DeVilles, die zu den größten und schwersten Modellen dieser Klasse gehörten, litten deutlich darunter. Der Calais verkaufte sich zuletzt außerordentlich schlecht. 1976 setzte Cadillac nur 6.2000 Calais ab. Im Vergleich dazu lag die Jahresproduktion des Cadillac DeVille bei 185.000 Autos.

## Übersicht: Produktionszahlen und Preise
| Daten Cadillac Calais (1965–1976) | Daten Cadillac Calais (1965–1976) | Daten Cadillac Calais (1965–1976) | Daten Cadillac Calais (1965–1976) | Daten Cadillac Calais (1965–1976) | Daten Cadillac Calais (1965–1976) | Daten Cadillac Calais (1965–1976) | Daten Cadillac Calais (1965–1976) |
| Modelljahr                        | Hubraum (cm³)                     | Leistung (PS)                     | Radstand (cm)                     | Länge (cm)                        | Leergewicht (kg)                  | Preis (US-$)                      | Stückzahl                         |
| --------------------------------- | --------------------------------- | --------------------------------- | --------------------------------- | --------------------------------- | --------------------------------- | --------------------------------- | --------------------------------- |
| 1965                              | 7031                              | 340                               | 328,9                             | 569                               | 2009                              | 5059–5247                         | 34.211                            |
| 1966                              | 7031                              | 340                               | 328,9                             | 569,5                             | 1989                              | 4986–5171                         | 28.680                            |
| 1967                              | 7031                              | 340                               | 328,9                             | 569                               | 2014                              | 5040–5215                         | 21.830                            |
| 1968                              | 7736                              | 375                               | 328,9                             | 570,8                             | 2070                              | 5315–5491                         | 18.190                            |
| 1969                              | 7736                              | 375                               | 328,9                             | 571,5                             | 2063                              | 5484–5660                         | 12.425                            |
| 1970                              | 7736                              | 375                               | 328,9                             | 571,5                             | 2093                              | 5637–5813                         | 9911                              |
| 1971                              | 7736                              | 375                               | 330,2                             | 573,5                             | 2100                              | 5899–6075                         | 6929                              |
| 1972                              | 7736                              | 223                               | 330,2                             | 581,7                             | 2103                              | 5771–5938                         | 7775                              |
| 1973                              | 7736                              | 223                               | 330,2                             | 586,8                             | 2220                              | 5886–6033                         | 8000                              |
| 1974                              | 7736                              | 208                               | 330,2                             | 586,8                             | 2220                              | 7371–7545                         | 6773                              |
| 1975                              | 8194                              | 193–218                           | 330,2                             | 586,8                             | 2266                              | 8184–8377                         | 8300                              |
| 1976                              | 8194                              | 193–218                           | 330,2                             | 586,8                             | 2260                              | 8629–8825                         | 6200                              |